# Fougax-et-Barrineuf
Fougax-et-Barrineuf è un comune francese di 521 abitanti situato nel dipartimento dell'Ariège nella regione dell'Occitania.

## Società

### Evoluzione demografica
Abitanti censiti